# Jelena Radivojević
Jelena Radivojević (* 14. September 1990) ist eine serbische Biathletin.
Jelena Radivojević lebt in Loznica. Sie gab ihr internationales Debüt in der Saison 2011/12 in Ridnaun im IBU-Cup und beendete weder ihr erstes Einzel noch ihr erstes Sprintrennen. Erst in Obertilliach kam sie erstmals ins Ziel und wurde bei einem Sprint 100. Die nächsten internationalen Einsätze hatte sie bei ihren ersten internationalen Meisterschaften, den Europameisterschaften 2012 in Osrblie. Im Sprint konnte sie den 52. Platz erreichen, beendete mit dem Verfolgungsrennen erneut ein Rennen nicht.